# Girl Scouts of the USA
Las Chicas Exploradoras de los Estados Unidos de América, (en inglés estadounidense: Girl Scouts of the USA) (GSUSA), son una organización juvenil para chicas que residen en los Estados Unidos, y para jóvenes ciudadanas estadounidenses, que residen en el extranjero. GSUSA, fue fundada por Juliette Gordon Low en 1912, y se organizó después de que Low se reunió con Robert Baden-Powell, el fundador del escultismo, en 1911.
Después de regresar a Savannah, Georgia, Low llamó por teléfono a un primo lejano diciendo: "Tengo algo para las chicas de Savannah, de toda América, y del Mundo, y voy a empezarlo esta noche!"
Las Girl Scouts preparan a las chicas para empoderarse, y promueven la compasión, el coraje, la confianza, el carácter, el liderazgo, el emprendimiento, y la ciudadanía, a través de actividades que incluyen, las acampadas, el servicio comunitario, el aprendizaje de primeros auxilios, y ganar insignias adquiriendo habilidades prácticas. Los logros de las chicas exploradoras, son reconocidos con varios premios especiales, incluyendo los premios de oro, plata, y bronce. Las chicas exploradoras se organizan según el grado, con actividades diseñadas para cada nivel. 
GSUSA es un miembro de la Asociación Mundial de Guías Scouts (WAGGGS) y acepta a chicas de cualquier procedencia étnica. GSUSA, se autodefine como una organización dedicada solamente a las muchachas.
De hecho, una encuesta en 1994, demostró que las chicas exploradoras (Girl Scouts), eran la octava organización más popular de América, por encima de otras 100 organizaciones sin ánimo de lucro de los EE. UU.